# Leonnates bolus
Leonnates bolus är en ringmaskart som beskrevs av Anne D. Hutchings och Reid 1991. Leonnates bolus ingår i släktet Leonnates och familjen Nereididae. Inga underarter finns listade i Catalogue of Life.